# Noriko Awaya
Noriko Awaya (jap. 淡谷のり子 Awaya Noriko; ur. 12 sierpnia 1907 zm. 22 września 1999) – japońska piosenkarka muzyki popularnej gatunku ryūkōka. Nazywana "Królową Bluesa" w Japonii.

## Dyskografia

### Single
- Yoru no Tokyo (jap. 夜の東京 Night Tokyo) : 1929
- Love Parade : 1930
- Veny Ven : 1934
- Dona Marriquita : 1935
- Poema : 1935
- Barcelona : 1935
- Teresina : 1935
- Dardanella : 1936
- Morucha : 1936
- Kurai Nichiyōbi (jap. 暗い日曜日; Cover of "Gloomy Sunday") : 1936
- Wakare no Blues (jap. 別れのブルース Blues for Farewell) : 1937
- Madiana : 1937
- Amapola : 1937
- Ame no Blues (jap. 雨のブルース Rainy Blues) : 1938
- Rumba Tambah : 1938
- La Cumparsita : 1939
- La Seine : 1952
- My Shawl : 1952
- Romance : 1953
- Maria la O : 1959
- Adieu : 1959
- Wasurerarenai Blues (jap. 忘れられないブルース Unforgettable Blues) : 1960
- Ame no Hi no Wakare/Last Song (jap. 雨の日の別離/ラスト・ソング Separation at the Rainy Day/Last Song) : 1982
- Yuri Isu (jap. 揺り椅子 Rocking Chair) : 1993

### Albumy
- Mukashi Hitori no Utaite ga Ita (jap. 昔一人の歌い手がいた) : 1971
- Noriko Awaya 50th Anniversary : 1978 album including song "Charmaine"
- Last Song : 1982
- Mizuiro no Waltz/Uta wa Ikiteiru (jap. 水色のワルツ/歌は生きている) : 1988
- Uta koso Waga Kokoro no Dress (jap. うたこそ我が心のドレス) : 1993
- Watashi no Sukina Uta: mes cheres chansons Noriko Awaya (jap. 私の好きな歌~mes cheres chansons Noriko Awaya My Favorite Songs: My Dear Chansons Noriko Awaya) : 2000 – Triple-CD greatest-hits album set just after her death
- Columbia Otokuban Series Noriko Awaya (jap. コロムビア音得盤シリーズ 淡谷のり子 Columbia Music Good Record Series Noriko Awaya) : 2003 kompilacja
- Noriko Awaya Zenkyokushū (jap. 淡谷のり子全曲集 Noriko Awaya All Music Collection) : 2004 kompilacja
- Colezo! Noriko Awaya Best (jap. ＜ＣＯＬＥＺＯ！＞淡谷のり子 ベスト This Is the Best of Noriko Awaya) : 2005 kompilacja
- Showa Archives Noriko Awaya Meishōshū (jap. 昭和アーカイブス 淡谷のり子名唱集 Showa Archives Noriko Awaya Good Singing Collection) : 2007 kompilacja
- Golden Best Noriko Awaya: Chanson Album : 2009 kompilacja
- Awaya Noriko: Burūsu no Joō (jap. 淡谷のり子～ブルースの女王～ Noriko Awaya: Queen of Blues) : 2010 kompilacja

Źródło: